# Гриневич, Томаш Михайлович
Томаш-Пётр (Фома) Михайлович Грине́вич (бел. Тамаш-Пётр Грыне́віч, пол. Tomasz Piotr Hryniéwicz; крещен 24 февраля 1817, Поболов — 16 (28) июля 1863, Рогачёв) — белорусский шляхтич из рода Гриневичей герба Пшиячель, организатор и командир повстанческого отряда в 1863 году в Рогачёвском уезде, поэт. Предполагаемый предок по материнской линии известного белорусского писателя Владимира Короткевича.

## Биография
Сын подкомория бобруйского Михала Гриневича и княжны Геновефы Пузыны. Племянник помещика Ивана Никодимовича Гриневича, владельца усадьбы Красный Берег. Католик.
Его предкам с 1551 года принадлежали имения в Мстиславском воеводстве. В 1772 году его дед Томаш продал имения на Мстиславщине и приобрел имения в Речицком повете.
В 1838—1843 годах он был на военной службе в Короля Ганноверского (Лубенском) гусарском полку. Вышел в отставку в чине штабс-ротмистра и поселился в родовом имении Верхняя Тощица Рогачёвского уезда, Могилёвской губернии (сейчас Быховский район, Могилёвская область).
В апреле 1863 года Томаш Гриневич организовал и возглавил повстанческий отряд в Рогачёвском уезде из жителей шляхетских околиц Антуши, Сеножатки, Тертеж (Чертеж) и Марусеньки. Другие повстанцы, подпоручик Станислав Держановский-Станиславович вместе с 4 помещиками и ксендзом Бугеном по дороге в Тощицу были схвачены крестьянами. Основные силы повстанческого отряда Гриневича пошли на выручку товарищей, но натолкнулись на роту Смоленского запасного полка. Завязалась перестрелка. Когда подошла вторая рота солдат 4-го резервного батальона Черниговского пехотного полка во главе со штабс-капитаном Михайловым, повстанцы вынуждены были отступить. В плен попало 38 повстанцев. На следующее утро подошли свежие силы царских войск и начали прочесывать лес. В одной из усадеб был обнаружен раненый Томаш Гриневич. Пленник был доставлен в тюрьму в Могилёве.
16 (28) июля 1863, по приговору военно-полевого суда, Томаш Гриневич был расстрелян в Рогачёве.
Согласно легенде, целый батальон солдат промаршировал по его могиле, чтобы сравнять её с землёй.

## Творчество
1 июля 1863 года в стенах тюрьмы Томаш Гриневич написал по-польски стихотворение «Песнь осужденного на смерть поляка». В нём есть следующие строки: Ciało tracąc tu w katuszach, Duchem wzmocnim siłę wątku (Тело губя здесь в муках, духом укрепим слабую силу…).
Сохранились два рисунка Томаша Гриневича (предположительно): на одном изображено оружие повстанцев, на втором — могильный крест с якорем.

## Память
В романе В. С. Короткевича «Нельзя забыть» Томаш Гриневич — прототип Всеслава Гринкевича.
Считается, что в память Томаша Гриневича стоял дубовый крест возле городского кладбища. На месте захоронения Гриневича на старом городском кладбище во второй половине XIX века был установлен большой дубовый крест, который простоял до 1980-х годов. В начале 1990-х годов местными краеведами предпринимались попытки восстановить памятный знак, но это так ни к чему не привело.
30.08.2016 года местной инициативной группой был установлен новый памятный знак Томашу Гриневичу в Рогачёве.